# Francisco Quesada Chacón
Francisco Quesada Chacón (Posadas, 1892 o 1893-Córdoba, 1974) fue un periodista español.

## Biografía
Nació en la localidad cordobesa de Posadas hacia 1892-1893.
Desde temprana edad se dedicó al periodismo, ejerciendo como corresponsal en Córdoba de periódicos como ABC de Madrid,  ABC de Sevilla, El Liberal, La Vanguardia o España. También llegó a ejercer, desde 1938, como cronista de El Diario Español de Buenos Aires para el sur de España. Desde 1946 dirigió la Hoja del Lunes que se editaba en la capital cordobesa. En las elecciones municipales de abril de 1931 fue candidato liberal al Ayuntamiento de Córdoba, obteniendo acta de concejal.
Participó en la fundación del Real Club Automovilístico de Córdoba y de la Asociación de la Prensa de Córdoba, de la cual fue elegido presidente en 1945.
Falleció en Córdoba en mayo de 1974.